# Ленточный турман
Ленточный турман — русская порода декоративных голубей.
Относятся к короткоклювым турманам. Отличительной особенностью ленточных турманов является поперечная белая полоса («лента») на хвосте, за которую порода и получила своё название.
Родоначальниками современных ленточных турманов были ржевские ленточные, известные с XVII века.
Порода отличается жизнеспособностью, её представители сохранили лётные способности, характерные для турманов. Требовательны к условиям содержания и кормам, особенно при выведении потомства.